# Pieter Simons (bisschop)

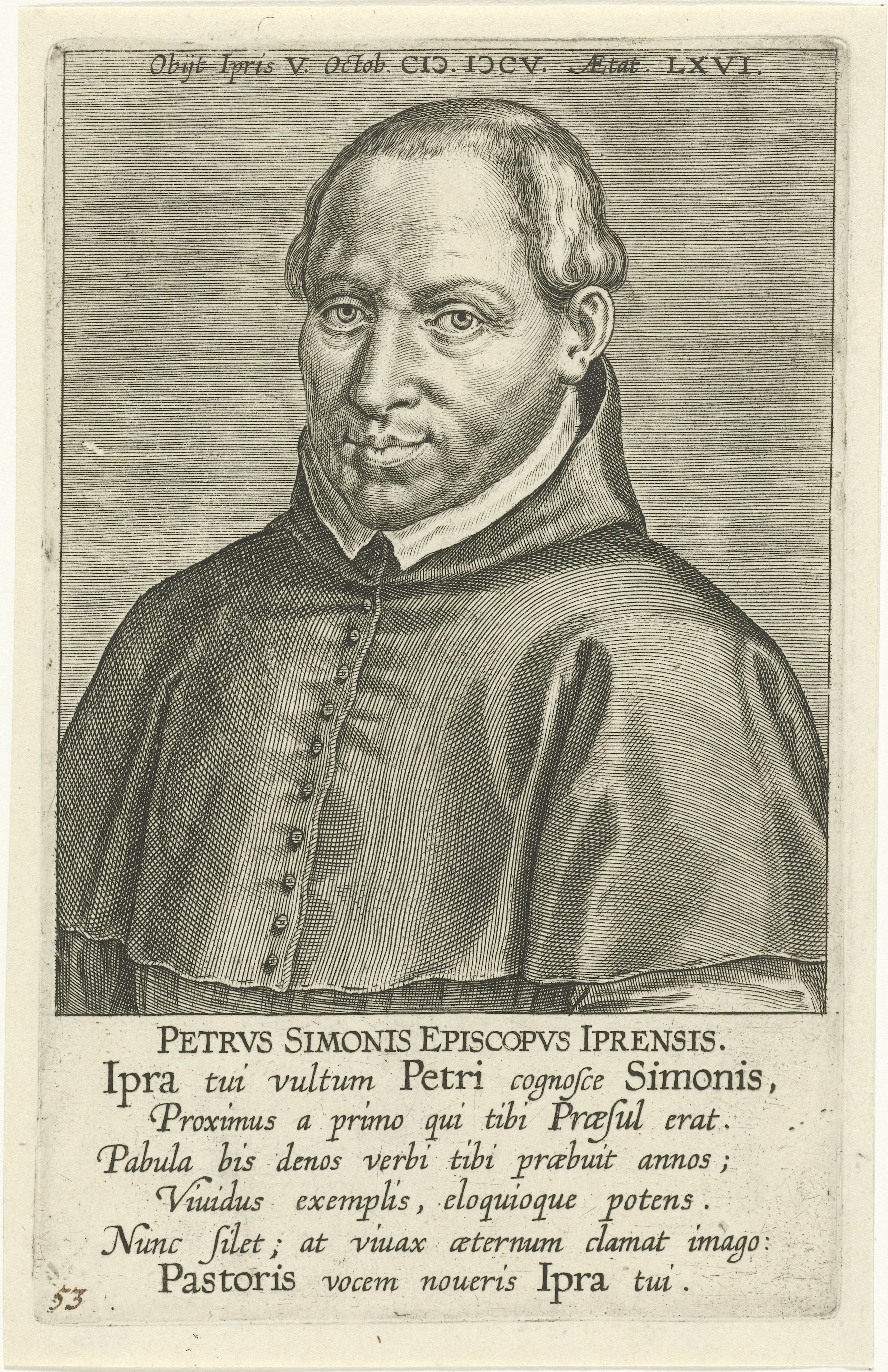
Bisschop Pieter Simons

Pieter Simons (Tielt, 1539 - Ieper, 5 oktober 1605) was de tweede bisschop van het bisdom Ieper.

## Levensloop
De ouders van Pieter Simons, Stefaan Simons en Maria Van Slambrouck baatten in een buitenwijk van Tielt, in de Wittestraat, een hofstede uit.
In 1550 waren beide ouders overleden en 'Pierkin' werd als intern aanvaard in de Brugse Bogardenschool. Hij had dit waarschijnlijk te danken aan zijn oom, de franciscaan Gaspard Simons, die in Brugge woonde. Hij slaagde uitstekend in de humaniora, en de directie van de school besliste om hem naar de universiteit van Leuven te sturen. Vanaf 2 september 1556 was hij student in de Pedagogie 'het Castrum'. Hij studeerde er wijsbegeerte en letteren en bij de proclamatie van maart 1559 werd hij uitgeroepen tot tweede op 154 deelnemers. Datzelfde jaar vatte hij de studies godgeleerdheid aan, dankzij een beurs geschonken door meester Jacques Van Themseke. Hij werd in die mate gewaardeerd, dat de directie van de Bogardenschool hem gelastte met de opdracht te waken over de verschillende oud-leerlingen van deze school die naar Leuven werden gestuurd. Hij nam zijn intrek bij de theologanten in het Heilige Geestcollege, waar hij onder meer Corneel Jansenius (1510-1576) als president had, promoveerde in 1563 tot baccalaureus en werd docent godgeleerdheid in de priorij van de Celestijnen in Heverlee. Op 18 september 1563 werd hij in Roeselare tot priester gewijd door de eerste bisschop van Brugge, Petrus Curtius. Op 21 september droeg hij zijn eremis op in de Sint-Laurentiuskapel van de Bogardenschool. Weldra werd hij bekend door zijn welsprekendheid. Op 1 november 1566 sprak hij een sermoen uit, gewijd aan het Allerheiligenfeest, voor het voltallige professorencorps van de Leuvense universiteit, in de kerk van de dominicanen.
Na verdere studies promoveerde hij in 1567 tot licentiaat in de godgeleerdheid. Op 28 februari 1568 benoemde het kapittel van de Sint-Donaaskathedraal hem, op aanbeveling van de Bogardenschool, tot kanunnik, in opvolging van de overleden kanunnik Josse van Baersdorp. Deze benoeming gebeurde echter terwijl de bisschopszetel vacant was en was derhalve volgens het kerkelijk recht ongeldig. Simons gaf er niet om, want hij had toen al vooruitzicht om in dienst te treden bij Corneel Jansenius, die in juli 1568 tot bisschop van Gent was benoemd. Hij werd zijn secretaris en in april 1569 benoemde de bisschop hem tot kanunnik en 'penitencier', en op 2 juni 1570 tot aartspriester van het bisdom Gent. Samen met de aartsdiaken Clemens Crabeels werd hij de draaischijf rond wie het bisdom draaide. Toen de bisschop het klooster aankocht van de Broeders van het Gemene Leven om er het bisschoppelijk seminarie op te richten, was het Simons die de Latijnse inhuldigingsrede uitsprak.
Op 11 juni 1570 opende in Mechelen een provinciaal concilie. Simons vergezelde er zijn bisschop. Bij het slot op 14 juli hield hij een redevoering, die als merkwaardig werd bestempeld, gewijd aan de gehoorzaamheid tegenover de kerkelijke wetten. Tijdens de synode die volgde in Gent in februari 1571 was het Simons die de openingsrede hield. Vervolgens riep hij regelmatig de Gentse geestelijkheid bijeen om ze te onderrichten over hun plichten. Elk jaar hield hij in het Latijn de vastenpreken in het seminarie en hij preekte ook vaak in de volkstaal voor de gewone gelovigen.
In 1572 nam de geuzenleider Jacob Blommaert (Pamele, 1534 - vermoord in Oostwinkel, 1572) met zijn troepen Oudenaarde in. Priester Mahusius, pas benoemd tot bisschop van Deventer, die zich in Oudenaarde bevond, werd zwaar mishandeld, terwijl zes priesters, aan handen en voeten gebonden, in de Schelde werden geworpen. Vijf van hen overleefden het niet. Zodra de geuzen de stad hadden verlaten stuurde de bisschop Simons naar daar om er de vijf martelaars te herdenken en kerkelijk te begraven. Hij stelde meteen ook een rapport op, in het Latijn, over alles wat zich had voorgedaan.
Toen bisschop Jansenius op 11 april 1576 overleed was Simons een van zijn testamentuitvoerders en sprak hij de lijkrede uit. Hij zorgde ook voor een herziene uitgave van de werken van de bisschop, zoals hij het ook deed met de werken van zijn Leuvense leermeester Josse van Ravesteyn.
In oktober 1577 werd de toestand in Gent ondraaglijk. Op 28 oktober hadden de Staten van Vlaanderen geweigerd Willem van Oranje als Ruwaard van Vlaanderen te erkennen met als gevolg dat het calvinistisch stadsbestuur zich meester maakte van de bisschoppen Martinus Riethovius en Remigius Driutius evenals van de hertog van Aarschot en andere edellieden. Simons bleef verder het katholiek geloof prediken en dit tot in juli 1578. In september werd de katholieke eredienst verboden. Op 23 oktober kreeg Simons het bevel onmiddellijk de stad te verlaten. Hij trok zich terug in Douai, waar hij zijn studievriend Jan David aantrof, die zich vanuit Kortrijk eveneens in Douai had teruggetrokken. Samen bracht het tweetal bezoek aan Parijs en aan andere Franse steden.
In februari 1580 werd Kortrijk opnieuw door de Spaanse troepen ingenomen en Jan David hernam zijn activiteiten als pastoor van de zuidelijke portie in de Sint-Martinuskerk. Simons voegde zich weldra bij hem, aangezocht als hij was om de noordelijke portie te bedienen in die zelfde kerk. Op 24 augustus 1581 voerde hij, samen met Jan David, de clerus aan die de bisschop van Ieper Riethovius en de bisschop van Brugge Driutius verwelkomden, nadat ze waren vrijgelaten in ruil voor Burchard van Hembyse en voor een calvinistische predikant.
In 1582 trad David in bij de jezuïeten en stond Simons er voor de Sint-Martinusparochie alleen voor en dit in moeilijke omstandigheden veroorzaakt door een pestepidemie en door de verschillende troebelen.

## Bisschop van Ieper
Na de overgave van de Gentse calvinisten op 17 september 1584, keerde Simons niet terug naar Gent, want net voordien had Filips II van Spanje hem aangeduid als bisschop van Ieper (en tevens zijn collega Clemens Crabeels als bisschop van 's-Hertogenbosch), wat op 3 september door de paus was bevestigd. Op 13 januari 1585 werden beiden in Doornik tot bisschop gewijd en op 27 januari werd Simons in Ieper plechtig onthaald.
Het werk dat hem te wachten stond was immens. Niet alleen moesten heel wat kerken en parochies opnieuw tot leven worden gebracht, maar tevens was er een groot tekort aan priesters en liet het geloofsonderricht sinds vele jaren veel te wensen over. In een brief die hij stuurde naar zijn vriend Jan David, op 12 februari 1600, schetste hij een somber beeld van de toestand waarin zijn bisdom zich bevond.
De regelmatige invallen van de protestantse troepen vanuit Oostende, beletten de bisschop niet om te paard en met minimale lijfwacht zijn bisdom te doorkruisen, om het vormsel toe te dienen, om het geloof te prediken en om de schaars aanwezige pastoors moed in te spreken. Hij kreeg de naam van 'de zachte bisschop'. In juni 1594 viel hij bijna in handen van de Oostendse geuzentroepen die door een spion over zijn reisroute waren ingelicht. De onveiligheid en de dure kostprijs verhinderde hem om bezoeken ad limina te brengen in Rome, wat niet belette dat hij uitgebreide verslagen stuurde over de lamentabele toestand die in zijn bisdom heerste.
Een belangrijke opdracht was de herstelling van de sterk gehavende kathedraal in Ieper en Simons zette er zich sterk voor in. Hij organiseerde ook opnieuw de bekende processie van de Tuindag, met de reus Goliath en met als apotheose de simulatie van Maria-Tenhemelopneming.
In overeenstemming met het Concilie van Trente installeerde hij in Ieper talrijke kloosters die op het platteland in onveilige situaties verkeerden: de benedictinessen van Zonnebeke, de hospitaalzusters van Moorslede, de augustinessen van Roesbrugge, de rijke klaren urbanisten van Langemark, de arme klaren van Middelburg, de benedictijnen van Therouanne. Hij liet ook kloosters toe van jezuïeten in Ieper en Sint-Winoksbergen (met bijhorende colleges) en van kapucijnen in Veurne.
Op 14 september 1605 bevond Simons zich in Veurne, waar hij preekte in de Sint-Walburgakerk en de eerste steen legde ven het nieuwe kapucijnenklooster. Bij zijn terugkeer in Ieper kreeg hij een stamp van een paard met een beenbreuk tot gevolg. De wonde verergerde en hij overleed op 5 oktober.

## Publicaties
Simons was afkerig van het publiceren van zijn geschriften tijdens zijn leven. Het is zijn vriend Jan David die in 1609 voor een postume uitgave zorgde bij Jan Moretus in Antwerpen. Het werd een in folio met 654 bladzijden, onder de titel:
- Petri Simonis Thiletani, episcopi Yprensis. De Veritate, libri (...). 
  - De Veritate, Libri Sex, (blz.1-218),
  - Veritas catholicae apologia contra Calvinum (...), (blz. 219-400),
  - De epiphania Dominus tractatus, (blz. 401-423),
  - De puero Jesu cum doctoribus in templo (...), (blz. 424-445),
  - De Jesu Chɽist̟i in Monte Thabor (...), (blz. 446-469),
  - De haeresos haereticorumque natura tractatus, (blz. 470-508),
  - Orationes et exhortationes ante epicopatum habitae, (blz. 509-575),
  - Exhortationes ad clerum (...), (blz. 576-621),
  - Exhortationes ad clerum (...), (blz.622-654).

Naast zijn uitgebreide geschriften in het Latijn, schreef Simons ook in het Nederlands. Werden bewaard (handschriften in de stadsbibliotheek Brugge), kleine traktaten op basis van zijn sermoenen, geschreven op verzoek van de abdis van de Groeningeabdij in Kortrijk:
- Wat kennesse wij hier van God hebben kunnen.
- Wat te verstaen is dat Sint-Jan seght God is eenen Gheest.
- Christus bidt synen Vaeder dat alle dieghene die in hem heloven een souden syn ghelijk hij een is met sijnen  vader.
- Wat de siele van den mensche is.
- Manuale pastorum (...), herwerkte en uitgebreide uitgave van het werk van zijn voorganger Riethovius, een handboek ten behoeve van de priesters van het bisdom Ieper, Saint-Omer, François Bellet, 1606.
- Den gheestelijcken Maagdendans (...) gemaect door mynen heer Petrus Simons, bisschop van Ieper (...), Antwerpen, Hieronymus Verdussen, 1624 (traktaat over de maagdelijkheid, uitgegeven door kanunnik Loys d'Huyvettere).
- De gheestelycke leeringhe van den heiligen abt Dorotheus uyt het land van Palestijnen, gepubliceerd in 1639 met daarbij Leven van de heiligen Dositheus, religieus, discipel van den heiligen Vader Dorotheus, Kortrijk, Jan van Ghemmert, 1639.